# Лемигова, Юлия Андреевна
Юлия Андреевна Лемигова (род. 20 июня 1972) — российско-американская предпринимательница и бывшая модель. Первая вице-мисс СССР в 1990 году и вторая вице-мисс на конкурсе красоты «Мисс Вселенная» в 1991 году.

## Биография
Родилась в семье советского полковника-инженера, служившего в авиации. В конце 1980-х годов она встретилась с режиссёром Александром Стефановичем. Благодаря ему она устроилась работать моделью в первое советское агентство «Идолс» Сируша Бабека.
В 1989 году она становится одной из финалисток конкурса «Московская красавица». В 1990 году она занимает второе место в Мисс СССР. В 1991 году в Лас-Вегасе Юлия становится второй вице-мисс на конкурсе красоты Мисс Вселенная. После этого она переезжает жить в Париж, где проходит курсы управления в университете и работает во французской столице в собственном спа-салоне «Jolya» и косметической фирме «White Russia».

## Личная жизнь
У Лемиговой есть две дочери — Эмма и Виктория. 
В 1999 году Лемигова родила сына Максимилиана от французского банкира Эдуарда Стерна (1954—2005), с которым вскоре рассталась после рождения ребёнка. В возрасте пяти месяцев ребёнок, находившийся под присмотром отца, скончался при невыясненных обстоятельствах.
В 2006 году она начала встречаться с теннисисткой Мартиной Навратиловой. В сентябре 2014 года, во время Открытого чемпионата США, Навратилова сделала Лемиговой предложение. 15 декабря того же года они заключили брак в Нью-Йорке.